# Zemstvo

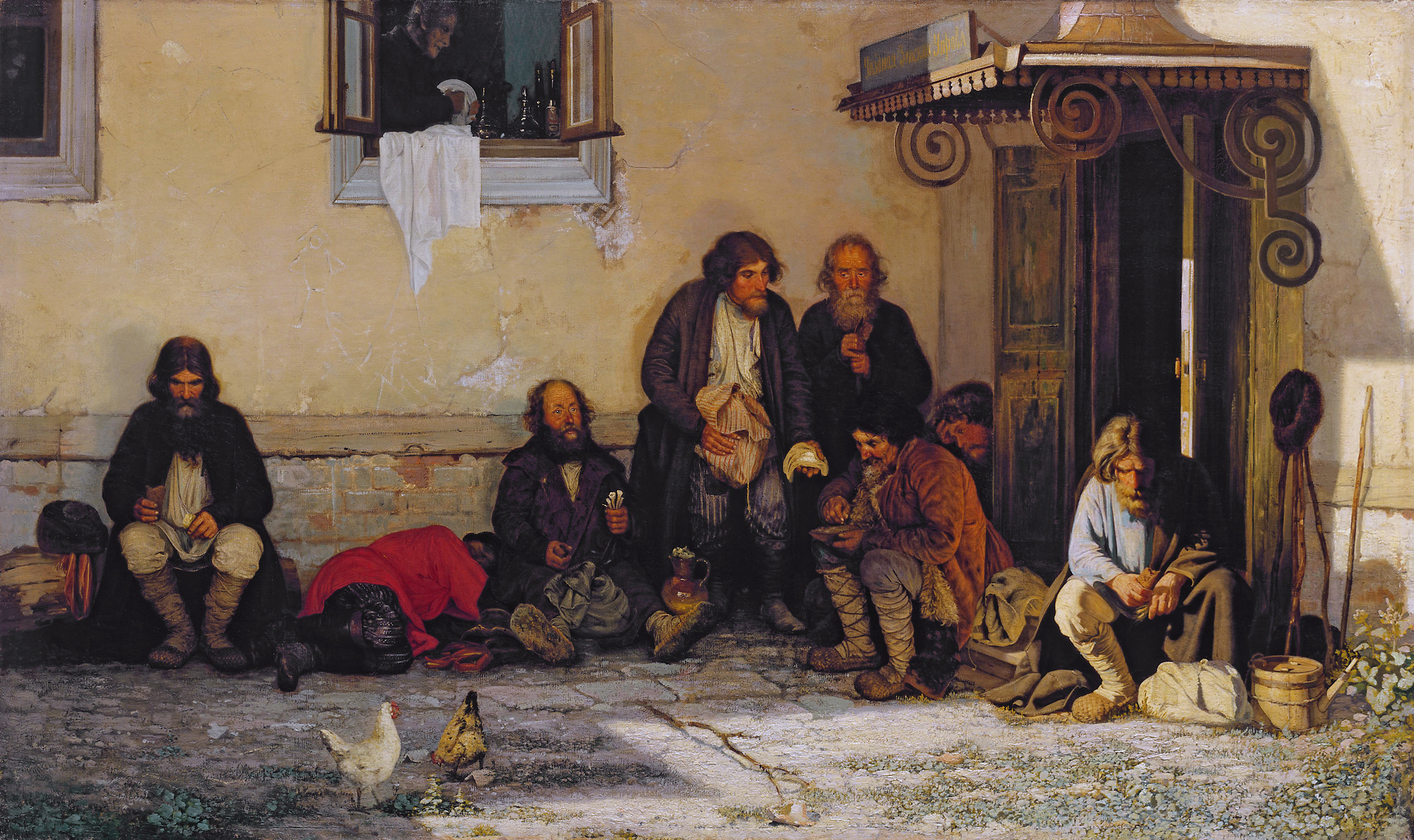
Zemstvo aan de maaltijd door Grigori Mjasojedov (1872).

Een zemstvo (Russisch: земство, afgeleid van zemlja, "land", dus ongeveer ''landschap'') was een type van zelfbesturende regionale regering in Rusland. Het systeem werd ingevoerd in het midden van de 19e eeuw en bestond tot de Oktoberrevolutie in 1917. Het waren raden in de goebernijas en oblasten met slechts beperkte bevoegdheden.
De zemstvo's werden gesteund door liberale intellectuelen. Zemstvo's hieven belastingen en waren verantwoordelijk voor de welvaart van het volk, regionale landbouw, handel en verkeer. Soms gaven ze eigen postzegels uit (‘zemstvozegels’) voor het postverkeer binnen de regio. Vorst Georgi Lvov was lange tijd voorzitter van de Unie van Zemstvo's.